# Limba edomită
Edomita a fost o limbă canaanită semitică de nord-vest, foarte asemănătoare cu ebraica, ekronită, amonită, feniciană, amorită și suteană, vorbită de edomiți în sud-vestul Iordaniei și părți din Israel în mileniul 2 și 1 î.Hr. Este dispărută și cunoscută numai dintr-un corpus foarte mic. Este atestată într-un număr redus de sigilii de impresie, ostracoane, și o singură literă de la sfârșitul secolului al VII-lea sau începutul secolului al VI-lea î.Hr., descoperită în Horvat Uza.